# Friedrich von Schlichtegroll
Adolf Heinrich Friedrich von Schlichtegroll, född 8 december 1765 i Waltershausen vid Gotha, död 4 december 1822 i München, var en tysk filolog, numismatiker och arkeolog, medlem av Bayerska vetenskapsakademin och den förste som författade en biografi över Mozart.
Schlichtegroll var först gymnasielärare, blev 1797 professor i Gotha samt 1807 generalsekreterare vid vetenskapsakademien i München och sedermera hovbibliotekarie där. Hans korta (6 000 ord) redovisning av Mozarts liv publicerades i en volym med 12 dödsrunor som Schlichtegroll skrev och kallade Nekrolog auf das Jahr 1791 (Nekrolog över år 1791). Boken kom ut 1793, två år efter Mozarts död. Den fortsattes under ett antal år under samlingsnamnet Nekrolog der Deutschen (28 band, 1791-1806). Schlichtegroll utgav även Die Annalen der Numismatik (2 band, 1804-06).